# Remco van der Schaaf
Remco Jelmer van der Schaaf (Ten Boer, Países Bajos, 28 de febrero de 1979), futbolista neerlandés. Juega de volante y su actual equipo es el Randers FC de la Superliga de Dinamarca.

## Selección nacional
Ha sido internacional con la Selección de fútbol de los Países Bajos Sub-21.

## Clubes
| Club            | País         | Año       |
| --------------- | ------------ | --------- |
| Vitesse Arnhem  | Países Bajos | 1997-2000 |
| Fortuna Sittard | Países Bajos | 2000      |
| Vitesse Arnhem  | Países Bajos | 2000-2002 |
| PSV Eindhoven   | Países Bajos | 2002-2005 |
| Vitesse Arnhem  | Países Bajos | 2005-2008 |
| Burnley FC      | Inglaterra   | 2008-2009 |
| Brøndby IF      | Dinamarca    | 2009-     |
| Randers FC      | Dinamarca    | 2011-     |